# Долинський ліцей №1
Долинський ліцей №1 (до 2018 — Долинська гімназія № 1) — найстаріший середній навчальний заклад у м. Долина Івано-Франківської області, створений у XIX столітті, для учнів 5—11 класів. Вважається однією з найкращих шкіл району за результатами ЗНО, значною кількістю призерів шкільних олімпіад на різних етапах.

## Історія школи

Меморіальна таблиця Івану Левинському

Меморіальна таблиця Михайлу Пачовському

У 1811 році в Долині була відкрита двокласна школа при церкві.
Згідно з рішенням крайової шкільної ради від 22 серпня 1874 року перейменовано на державну народну чотирикласну чоловічу школу. Директор — І. Соболевський, катехити — Яцикевич і Сьвенх, учителі — Мазуркевич, Білецький і Мушка.
За новим рішенням цієї ради від 21 жовтня 1894 року державна народна школа стає п'ятикласною чоловічою і чотирикласною жіночою, а від 23 червня 1903 року — обидві шестикласними.
Стара одноповерхова дерев'яна школа була знесена, на її місці у 1904—1908 роках збудовано нову двоповерхову школу, яка відкрита у 1908 році.
В 1914 році в Долині працювали дві державні шестикласні школи — чоловіча і жіноча. Її керівниками були Леон Гельман і Герміна Ольцгаузер. Мова викладання в обох школах — польська. Катехитами були представники від греко-католицької і римо-католицької церков, а також від Мойсейового вчення (єврейської синагоги).
У 1941 році навчання в школі було припинене. Під час війни приміщення спалене. Відбудовано у повоєнні роки, повноцінне навчання поновилось у 1946 році.
У 1958 році школа працювала в новому статусі як середня трудова політехнічна з виробничим навчанням. У 1961 році відбувся перший випуск десятикласників.
1987 — відкриття меморіальної таблиці, присвяченої композитору Ярославу Лопатинському.
1989 — відкриття меморіальної таблиці, присвяченої архітектору Івану Левинському.
1990 — відкриття меморіальної таблиці, присвяченої педагогу Михайлу Пачовському.
1998 — відкриття меморіальної таблиці, присвяченої доктору права Володимиру Горбовому.
У 2003 році Долинську загальноосвітню школу І-ІІІ ступенів № 1 реорганізовано в Долинську гімназію № 1.
18 травня 2018 року на виконання вимог Закону України «Про освіту», відповідно до статей 9, 11 Закону України «Про загальну середню освіту», керуючись частиною 2 статті 43 Закону України «Про місцеве самоврядування в Україні», Долинська районна рада перепрофілювала Долинську гімназію № 1 Долинської районної ради Івано-Франківської області у Долинський науковий ліцей № 1 Долинської районної ради Івано-Франківської області.

## Профілі навчання
- Математичний;
- Фізико-математичний[1].
- Гуманітарний

## Директори
- І. Соболевський;
- Леон Гельман;
- Володимир Шпень (Штень?);
- Іван Крет;
- Михайло Дубина;
- Йосип Білецький;
- Сова Софія Іванівна;
- Петро Крот;
- Трохим Климишин;
- Лаврів Василь Дмитрович (1962—1989);
- Левчук Галина Василівна (1969—1970);
- Тупиця Мирон Миколайович (1976—1978);
- Макосій Віктор Богданович;
- Емілія Осідач[6][7][9];
- Мироник Людмила Петрівна.

## Відомі випускники
- Антонович Мирослав (1917—2006) — український співак (баритон), хоровий диригент і музикознавець. Доктор музикознавства.. Почесний громадянин Долини;
- Мирослав Білецький — кандидат географічних наук (1987), доцент кафедри економічної і соціальної географії Львівського національного університету імені Івана Франка[10];
- Володимир Горбовий (1899—1984) — діяч УВО і ОУН, адвокат у Галичині, оборонець у політичних процесах;
- Оксана Грицей (1915—1988) — українська художниця, майстер художнього різьблення і випалювання по дереву;
- Надія Дичка (нар. 1964) — українська поетеса;
- Степан Коляджин (1901—1961) — письменник, поет, журналіст, драматург і редактор[7][11][12][13][14];
- Юлія Курташ-Карп (нар. 1959) — українська поетеса, сценаристка, перекладачка, літературний критик та громадська діячка;
- Йосип Набитович — професор, завідувач кафедри фізики Львівської політехніки[15];
- Збігнєв Насінник (нар. 1935) — доктор економічних наук, професор, завідувач кафедри статистики Тернопільської академії народного господарства[16][17];
- Михайло Сеньків (1923—1993) — фізик-теоретик, декан фізичного факультету, завідувач кафедри теорії твердого тіла, завідувач кафедри теоретичної фізики Львівського університету[18][19];
- Василь Тисяк (1900—1967) — український співак, лірично-драматичний тенор;
- Микола Хабер (1933—2008) — доктор технічних наук, професор, лауреат Державної премії України в галузі науки і техніки[20][21];
- Сергій Щавінський (нар. 1973) — український волейболіст[7][22][23].